# Bílovec
Bílovec är en stad i Tjeckien. Den ligger i den östra delen av landet, 260 km öster om huvudstaden Prag. Bílovec ligger 288 meter över havet och antalet invånare är 7 486.
Terrängen runt Bílovec är platt åt sydost, men åt nordväst är den kuperad.Runt Bílovec är det ganska tätbefolkat, med 214 invånare per kvadratkilometer. Närmaste större samhälle är Nový Jičín, 18,0 km söder om Bílovec. Trakten runt Bílovec består till största delen av jordbruksmark.